# Georgos Vithoulkas
Georgos Vithoulkas (Γιώργος Βυθούλκας, * 25. Juli 1932 in Athen) ist ein griechischer Homöopath. Er erhielt 1996 den Right Livelihood Award und zählt zu den bekanntesten Homöopathen des 20. Jahrhunderts.

## Leben
Vithoulkas wurde 1932 in Athen geboren, seine Eltern starben im Zweiten Weltkrieg. 1958 kam Vithoulkas in Südafrika zum ersten Mal mit der Homöopathie in Berührung, 1962 bekam er ein Diplom der dortigen Noel’s Puddhepahat School. Von 1963 bis 1967 lebte er in Indien. 1966 schloss er das Homeopathic Medical College in Bombay mit einer Auszeichnung des Indian Institute of Homeopathy ab.
1967 kehrte er zurück nach Griechenland. Dort begann er mit einer Gruppe von Ärzten, die er ausgebildet hatte, eine intensive Praxis- und Aufbauarbeit. 1970 gründete er in Athen die Klinik für Homöopathie, an der viele heute in Griechenland homöopathisch tätigen Ärzte ausgebildet werden. Im gleichen Jahr erschien sein Buch Homöopathie – Medizin der Zukunft.
Seit 1976 hielt Vithoulkas internationale Seminare für Homöopathen ab. In den folgenden Jahren wurde er zu einem weltweit bekannten Lehrer. 1978 gründete er eine internationale Stiftung für klassische Homöopathie in den USA und veröffentlichte sein Buch Wissenschaftliche Homöopathie. 1986 kehrte er nach Europa zurück. Ab 1987 entwickelte er in Zusammenarbeit mit der Universität von Namur in Belgien das Vithoulkas Expert System (V.E.S.), ein Computersystem zur elektronischen Datenverarbeitung in der homöopathischen Praxis und Forschung. 1991 erschien der erste Band seiner Materia Medica Viva. Seither wurden regelmäßig weitere Bände herausgegeben.
Im Mai 1995 weihte er die „International Academy for Classical Homeopathy“ auf Alonissos in Griechenland ein, 1996 nahm er die Lehrtätigkeit zur vierjährigen Ausbildung an der Internationalen Akademie für Klassische Homöopathie auf. Im Dezember 1996 erhielt er in Anerkennung seiner Verdienste um die Homöopathie in Stockholm den alternativen Nobelpreis Right Livelihood Award.
1997 erschien die deutsche Ausgabe seines Buches Die neue Dimension der Medizin. 2000 erhielt er Lehraufträge an Universitäten in Kiew und Barcelona.
Zu den Schülern von Vithoulkas zählen Bill Gray, Frederik Schroyens  (Autor des Synthesis Repertoriums), Jan Scholten, Ananda Zaren, Alfons Geukens, Roger Morrison und Anton Rohrer.

## Besonderheiten der Homöopathie von Vithoulkas
Vithoulkas' Methodik zählt zur klassischen Homöopathie, das heißt, er meidet in seinen Verordnungen Komplexmittel (Mischungen mehrerer homöopathischer Arzneien). Seine Analyse basiert auf den Symptomen des Patienten auf der körperlichen, seelischen und geistigen Ebene. Bei der Arzneiverordnung wird das von ihm entworfene Repertorisationssystem (VithoulkasCompass) verwendet.
Vithoulkas geht davon aus, dass sich die Lebenskraft des Menschen maßgeblich in der Fähigkeit äußert, akute und körperliche Symptome zu zeigen, wohingegen vielseitig belastete Menschen chronische und seelisch-geistige Beschwerden entwickeln und damit in ihrer Lebensführung nachhaltig eingeschränkt werden. So werde die Fähigkeit, ab und zu Fieber zu zeigen, wie sie bei kleinen Kindern meist vorhanden ist, als positives Zeichen gewertet. Die Lebenskraft wird mittels eines Schemas abgeschätzt, das zwölf Ebenen umfasst.
Ein zweites von Vithoulkas entwickeltes Modell besagt, dass die Symptome des Patienten unter Umständen unterschiedlichen homöopathischen Mitteln zugeordnet werden können, um sie so in umgekehrt chronologischer Reihenfolge durch eine Abfolge mehrerer Mittel zu heilen. Dabei werden die Mittel graphisch als übereinanderliegende unterschiedlich gewellte Schichten symbolisiert, sodass auch die älteren Schichten noch Symptome an der Oberfläche zeigen können.
Die Miasmenlehre steht bei Vithoulkas – im Gegensatz zu anderen Homöopathen wie Rajan Sankaran – bei der Analyse des Patientenzustandes und der darauf folgenden Arzneiverordnung nicht im Mittelpunkt.
Seinen Schülern zufolge eignet sich seine Methode gut, um relativ schnell auf hohem Niveau Homöopathie praktizieren zu können.
Wie Homöopathie grundsätzlich kritisiert der Verein GWUP auch Georgos Vithoulkas als unwissenschaftlich.

## Werke
- Die wissenschaftliche Homöopathie – Theorie und Praxis naturgesetzlichen Heilens, Ulrich Burgdorf-Verlag, Göttingen 1986 (ist nun: Die Praxis homöopathischen Heilens)
- Die neue Dimension der Medizin, Wenderoth, Kassel 1997, ISBN 3-87013-023-7
- Materia medica viva (10 Bände)
- Medizin der Zukunft, Wenderoth, Kassel 2002, ISBN 3-87013-009-1 (ein Buch aus den 70er Jahren)
- Klassische Homöopathie bei Angst und Eifersucht, Groma 2003, ISBN 3-9521004-3-9
- Die Praxis homöopathischen Heilens, Urban & Fischer bei Elsevier, Juni 2005, ISBN 3-437-57180-X
- Essenzen homöopathischer Arzneimittel, Sylvia-Faust-Verlag, Höhr-Grenzhausen 2004, ISBN 3-929911-05-1
- Homöopathisches Seminar, Band 1+2, Verlag Silvia Stefanovic, Bielefeld 1993, ISBN 3-9802053-1-2
- Seminare und Vorlesungen, Verlag Silvia Stefanovic, Bielefeld 1990, ISBN 3-9802053-2-0